# Vito Carrera

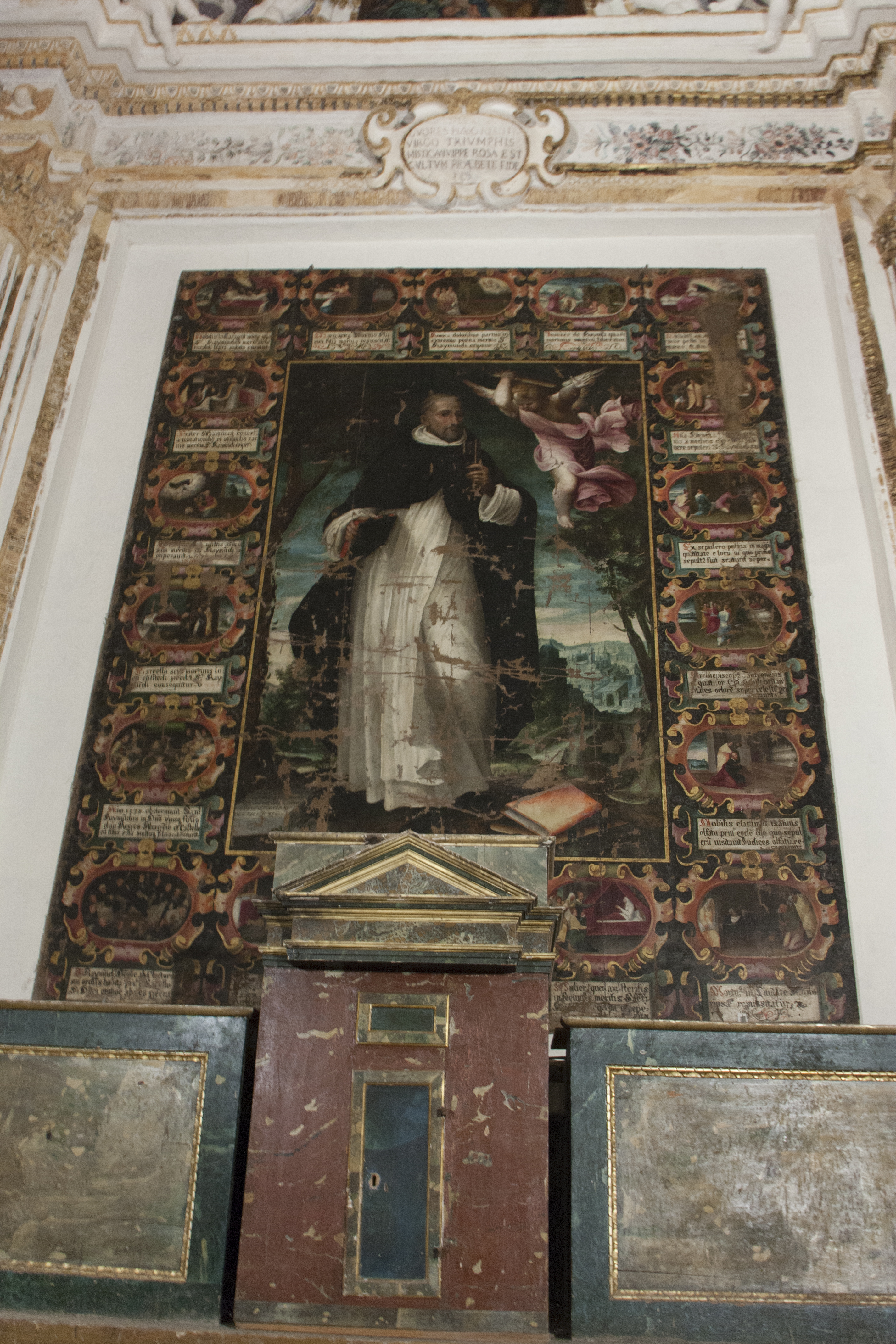
San Raimondo da Penafort, chiesa di San Domenico di Castelvetrano.

Vito Carrera, o Carreca, soprannome il Trapanese (Trapani, 11 aprile 1578 – Palermo, 9 maggio 1623), è stato un pittore italiano del manierismo e del barocco siciliano, attivo soprattutto a Trapani e Palermo.

## Biografia
Nell'archivio parrocchiale della chiesa di San Nicolò di Bari sono stati rinvenuti gli atti di nascita di Vito, figlio di Andrea e Jannella Carrera, nato addì 11 aprile 1578. Nella città natale il giovane si formò nella bottega di Giuseppe Arnino, divenendo artisticamente attivo a partire dal 1603.
Per testimonianza dello storico siciliano Giovanni Evangelista di Blasi, che quantunque lo definisse pittore mediocre, anche Agostino Gallo e Giuseppe Maria di Ferro lo documentano come mastro di Pietro Novelli, sebbene quest'ultimo fosse un giovanissimo ventenne. Nella capitale del Regno Palermo si confronta e compete con una schiera di pittori con cui cimentarsi o avviare all'arte: Antonino Spatafora, Filippo Paladini da Firenze, Giuseppe Salerno da Gangi, Pietro D'Asaro da Racalmuto, Vincenzo La Barbera da Termini, Giuseppe d'Alvino, Gerardo Astorino, Mariano Smiriglio, Giacomo Lo Verde, lo stesso nipote (figlio Andrea Carreca)
Muore a Palermo nel 1623.Salvatore Accardi

## Opere

### Provincia di Palermo
- 1607, Ultima Cena, olio su tela,[3] opera documentata nel refettorio del convento dell'Annunziata alla Zisa.[1]
- XVII secolo, San Raimondo di Peñafort, dipinto, opera documentata.
- 1620c., Madonna del Pilere raffigurata con San Giacomo, dipinto, opera documentata e poi dispersa, realizzata per la cappella del corpo di guardia del Palazzo Reale.
- 1623c., Carlo V, Filippo II, Filippo III, Filippo IV, commissione di ritratti effettuata del viceré di Sicilia Filiberto di Savoia, dipinti rimasti incompiuti poi completati dal fratello Giuseppe Carrera, opere documentate per le sale di rappresentanza di Palazzo Reale.
- XVII secolo, Sant'Agostino vescovo scrive ispirato dallo Spirito Santo, pala d'altare, opera custodita nella chiesa di Sant'Agostino.

### Provincia di Trapani

#### Alcamo
- 1603, Madonna dell Rosario e misteri, pala d'altare, opera custodita nella chiesa di Santa Maria del Rosario o di San Domenico di Alcamo.

#### Castelvetrano
- 1602, San Raimondo di Peñafort, pala d'altare, opera custodita nella chiesa di San Domenico di Castelvetrano.

#### Trapani
- XVII secolo, Sant'Ignazio di Loyola, pala d'altare, opera custodita nella chiesa dei Gesuiti di Trapani.
- XVII secolo, San Domenico di Guzmán, dipinto, opera documentata nella chiesa di San Domenico.[1]
- 1603, San Raimondo di Peñafort, dipinto recante l'iscrizione "Vitus Carrera Drepanensis, Pinxit Anno Domini 1603", opera documentata nella chiesa di San Domenico.[4]
- 1609, San Domenico di Guzmán, San Francesco d'Assisi, Santa Elisabetta e San Zaccaria, Vergine Maria con lo sposo San Giuseppe, pannelli dipinti sulla custodia dell'organo, opere documentate nella chiesa di Santa Maria di Gesù.[5]
- XVII secolo, Coronazione di spine, opera documentata.
- 1609, Visitazione della Vergine a Sant'Elisabetta, opera documentata per la chiesa dei padri minori osservanti.
- 1609, Incontro tra San Francesco e Domenico, opera documentata per la chiesa dei padri minori osservanti.